# Don Camillo
(Giovannino Guareschi, Don Camillo e il suo gregge)
Don Camillo è un personaggio immaginario creato dallo scrittore, giornalista e fumettista italiano Giovannino Guareschi, come protagonista (opposto all'antagonista amico-nemico Peppone) in una serie di racconti nei quali è il parroco di un piccolo paese in riva al Po (Brescello, in provincia di Reggio Emilia, scelto dopo molti sopralluoghi e attente valutazioni come il luogo più adatto al film, dal regista Julien Duvivier- e il vicino comune di Boretto - nel quale son girate diverse scene, sebbene don Camillo sia presentato dall'autore nella prima storia come "l'arciprete di Ponteratto"), un ambiente che Guareschi definisce Mondo Piccolo, idealmente paradigmatico della realtà rurale italiana del dopoguerra.
La maggior parte degli episodi di don Camillo vede la luce sul settimanale umoristico Candido, fondato, insieme a Giovanni Mosca, dallo stesso Guareschi. Molti dei 347 racconti del Mondo Piccolo, pubblicati sia sul Candido sia su altri quotidiani e riviste, sono stati raccolti in seguito in otto libri, dei quali solo i primi tre pubblicati quando Guareschi era ancora in vita.
Il personaggio divenne molto noto al grande pubblico, che lo identificò nella figura di Fernandel, suo interprete nella riuscitissima riduzione cinematografica dei racconti di Guareschi.

## Descrizione
Il suo personaggio è basato sullo storico prete cattolico don Camillo Valota, partigiano della seconda guerra mondiale internato nei campi di concentramento di Dachau e Mauthausen, sulle figure di don Ottorino Davighi, parroco di Polesine Parmense conosciuto personalmente da Guareschi, e di don Giovanni Bernini, parroco di Mezzano Inferiore a cui si rifà l'episodio dell'inondazione del Po. Il personaggio di Peppone, è ispirato invece alla figura di Giovanni Faraboli, amico della famiglia di Giovannino, in quanto socialista come il padre, Augusto Guareschi. Alla nascita di Giovannino, il 1º maggio 1908, nel corso delle manifestazione per la Festa del Lavoro, Faraboli piomba in casa di Augusto, prende in braccio Giovannino e lo mostra alla folla dal balcone di casa, gridando " È nato un nuovo compagno!". Profezia totalmente errata, Giovannino divenne tutt'altro che uomo di sinistra. Ma un affetto, un rispetto e una amicizia profonda lo legherà al Faraboli, per la sua onestà intellettuale, la sua coerenza e il suo rispetto per il prossimo e le idee altrui. A questi fatti, è chiaramente ispirata la scena della nascita del bambino di Peppone, inserita nel primo film della serie.
Nei racconti dello scrittore don Camillo è l'Arciprete di Ponteratto, ma non incarna affatto lo stereotipo del mite e perbenista pretino di provincia: viene anzi descritto come un uomo alto e imponente, con le mani grosse, i piedi taglia 45, un "tipo di diretto al mento capace di abbattere un bue, ammesso che un bue abbia un mento", che spesso ricorre alla forza fisica per risolvere questioni che a prima vista parrebbero irrisolvibili, caratteristiche che lo rendono perfettamente in grado di tenere testa a Peppone, corpulento e forte fisicamente quanto lui. È un appassionato cacciatore: possiede infatti una doppietta Walsrode e nelle sue battute si fa accompagnare dal suo cane Fulmine, detto Ful, un eccezionale bracco da caccia che assieme a Peppone ha salvato da un proprietario di città che lo maltrattava. È inoltre un fumatore incallito, consumando abitualmente sigari toscani, anche se sembra che non disdegni la pipa.

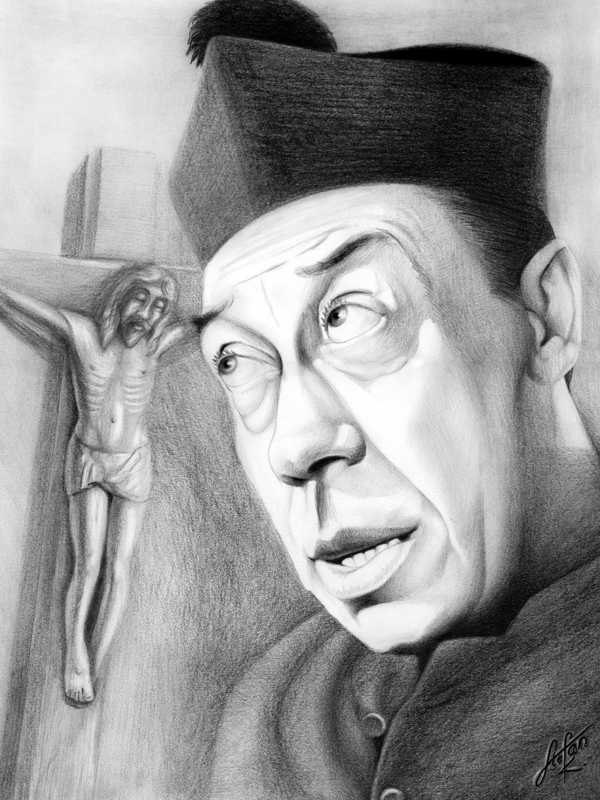
Don Camillo (Fernandel)

Don Camillo parla direttamente con il Cristo raffigurato nel crocefisso dell'altare, che rappresenta la sua coscienza, il quale gli risponde saggiamente in tutte le situazioni (particolare che fece irritare molti cristiani che disprezzavano Guareschi, i quali sostennero che questi dialoghi erano bestemmie), e non esita a risolvere a modo suo (facendo all'occorrenza roteare vorticosamente qualche panca) anche le discussioni più accese.
Al centro dei pensieri di don Camillo c'è, inevitabilmente, il sindaco comunista Giuseppe Bottazzi, detto Peppone (interpretato nella trasposizione cinematografica da Gino Cervi), capo della locale sezione del Partito Comunista Italiano; don Camillo prova apprensione verso Peppone sia in quanto sacerdote "politicizzato", cioè impegnato nella propaganda a favore della Democrazia Cristiana, sia perché desidera che il sindaco comprenda la sua disapprovazione per l'adesione al comunismo, anche se condanna l'ideologia e non la persona. Peppone, in realtà, nonostante le sue idee di sinistra (che sono tradizionalmente anti-religiose), è credente, segue le regole del buon cristiano praticante e si reca spesso in chiesa, per esempio per pregare per il figlio che sta male o per ringraziare per la propria elezione, e appoggia la concessione della bandiera reale alla vecchia maestra per il suo funerale. Quando l'avversario è in pericolo, quando l'alluvione mette a dura prova l'intero paese, quando la morte porta con sé una persona cara e in altre occasioni si dimostra che i due "nemici politici" hanno reciproca stima, se pur condizionati dal ruolo pubblico che rivestono. In Don Camillo e i giovani d'oggi è sottolineato l'astio di don Camillo per il giovanile progressismo religioso cattolico (incarnato dal parroco progressista don Francesco, detto don Chichì) e le sue innovazioni.

## Biografia fittizia
Don Camillo viene presentato nei libri di Guareschi con alcuni tratti realistici rilevanti. Egli, esattamente come l'amico-nemico Peppone, è nato nel 1899 nel paese di Ponteratto, o comunque nella stessa zona. Il suo cognome non viene mai rivelato; solo nel libro Il compagno Don Camillo e nel film da esso tratto, in occasione della gita in Unione Sovietica organizzata da Peppone, si nasconde sotto una falsa identità e utilizza il falso cognome Tarocci. Non viene mai descritta nel dettaglio neppure la sua famiglia di origine, anche se, dai vari accenni che si possono cogliere nei racconti di Guareschi, si può dedurre che fosse figlio di un contadino e che avesse alcuni fratelli, in quanto in un racconto si fa accenno a un fratello, descritto come ancora più grosso e manesco dello stesso prete, e tre sorelle delle quali non si sa praticamente nulla, tranne di una che, nel romanzo Don Camillo e i Giovani d'Oggi, viene detto essersi sposata con un ex paracadutista detto "il Krik" e aver avuto una bambina di nome Elisabetta (soprannominata Cat), nipote del parroco.
Nel racconto "La Festa degli Alberi" si viene a scoprire che don Camillo e Peppone erano compagni di classe alle elementari e che il futuro sacerdote veniva spesso ripreso dalla maestra, la signora Cristina, perché suggeriva le risposte ai compagni più somari. Nel racconto "Il Capobanda piovuto dal cielo" si viene a scoprire che da ragazzino faceva parte della "Banda del Chiavicone", un gruppo di discoli comandati da Peppone che conduceva scorrerie nei poderi dei contadini per rubacchiare la frutta dagli alberi, dalla quale si allontanò per entrare in seminario, pur continuando a considerarsene membro a pieno titolo. Ha combattuto nella Grande Guerra tra i ragazzi del '99 assieme a Peppone in un reggimento di artiglieria campale, guadagnandosi una Medaglia d'Argento al Valor Militare.
Dopo la guerra don Camillo concluse i suoi studi e venne ordinato sacerdote, andando a servire nello stesso paese dove era nato. Stando al racconto "Il Pellerossa", nonostante non avesse simpatia per il comunismo, don Camillo non le mandava a dire neanche ai fascisti, tanto che più volte dal pulpito si scagliò contro "quei mascalzoni che fanno bere porcherie alla gente", e ciò fece infuriare l'allora giovane Dario Camoni, che decise di riservare al sacerdote lo stesso trattamento che aveva riservato a Peppone qualche tempo prima (Dario odiava tutti i comunisti in quanto un gruppo di essi aveva malmenato suo padre), facendogli ingoiare un grosso bicchiere di olio di ricino sotto la minaccia di una pistola per essersi impicciato in faccende che non lo riguardavano.

## I romanzi in ordine cronologico
- Mondo piccolo. Don Camillo, Milano, Rizzoli, 1948.
- Mondo piccolo. Don Camillo e il suo gregge, Milano, Rizzoli, 1953.
- Mondo piccolo. Il compagno Don Camillo, Milano, Rizzoli, 1963.
- Mondo piccolo. Don Camillo e i giovani d'oggi, Milano, Rizzoli, 1969.
- Mondo piccolo. Gente così - Mondo piccolo, Milano, Rizzoli, 1980.
- Mondo piccolo. Lo spumarino pallido, Milano, Rizzoli, 1981.
- Piccolo mondo borghese. Il decimo clandestino, Milano, Rizzoli, 1982.
- Piccolo mondo borghese. Noi del Boscaccio, Milano, Rizzoli, 1983.
- L'anno di Don Camillo, Milano, Rizzoli, 1986.
- Il breviario di don Camillo, Milano, Rizzoli, 1994.
- Ciao, Don Camillo, Milano, Rizzoli, 1996.
- Don Camillo e Don Chichì, Milano, Rizzoli, 1996 [edizione integrale di Don Camillo e i giovani d'oggi]
- Mondo piccolo. Tutto don Camillo, 3 voll., Milano, Rizzoli, 1998.
- Don Camillo. Il Vangelo dei semplici, Milano, Ancora, 1999 [12 racconti di Giovannino Guareschi commentati da Giacomo Biffi, Giovanni Lugaresi, Giorgio Torelli, Alessandro Gnocchi, Mario Palmaro].
- Qua la mano don Camillo. La teologia secondo Peppone, Milano, Ancora, 2000. [14 racconti di Giovannino Guareschi commentati da Michele Brambilla, Giovanni Lotto, Giovanni Lugaresi, Alessandro Maggiolini, Giorgio Torelli, Alessandro Gnocchi, Mario Palmaro]
- Don Camillo e Peppone, Milano, RCS Libri

## Adattamenti

### I film
Gli episodi prodotti dalla Cineriz, nel quale don Camillo viene interpretato dall'attore francese Fernandel, sono cinque:
- Don Camillo (regia di Julien Duvivier, 1952)
- Il ritorno di don Camillo (regia di Julien Duvivier, 1953)
- Don Camillo e l'onorevole Peppone (regia di Carmine Gallone, 1955)
- Don Camillo monsignore... ma non troppo (regia di Carmine Gallone, 1961)
- Il compagno don Camillo (regia di Luigi Comencini, 1965)

Il sesto film, iniziato nel 1970, che si sarebbe dovuto intitolare Don Camillo e i giovani d'oggi, non venne terminato a causa della malattia di Fernandel, poi risultata fatale.
Il film è stato poi realizzato nel 1972, con Gastone Moschin nella parte di Don Camillo e Lionel Stander in quella di Peppone.
Nel 1983 è stato infine girato un remake, dal titolo Don Camillo (The world of Don Camillo), con Terence Hill nel ruolo ringiovanito del battagliero sacerdote e Colin Blakely nella sua controparte comunista. Questi due film furono girati rispettivamente a San Secondo Parmense (PR) e a Pomponesco (MN) anziché nell'ormai famosa Brescello, probabilmente perché il centro reggiano era troppo legato nell'immaginario collettivo alla serie originale con Fernandel e Cervi.

### Adattamenti televisivi
Il personaggio di Guareschi godette anche di alcuni misconosciuti adattamenti televisivi. In Brasile, la rete Tv Tupi di San Paolo trasmise, fra il 1954 e il 1957, O Pequeno Mundo de Dom Camilo, con Otelo Zeloni (1921-1973) nel ruolo di don Camillo e Heitor de Andrate in quello di Peppone.
La stessa TV Tupi ne trasmetterà poi, nel 1971-72, tratta da Don Camillo e i giovani d'oggi, una nuova serie Dom Camilo e os Cabeludos, nuovamente con Otelo Zeloni.
Sempre brasiliana è Padre Tião, per la regia di Graça Mello, telenovela liberamente ispirata al libro "Don Camillo" di Guareschi, trasmessa da Rede Globo dal 12 dicembre 1965 al febbraio 1966, con Ítalo Rossi nel ruolo eponimo.
Del 1981, invece, la serie TV britannica della BBC, The Little World of Don Camillo (titolo tedesco: Die kleine Welt des Don Camillo), diretta da Peter Hammond, con Mario Adorf nella parte del combattivo prete e Brian Blessed in quella del suo antagonista. In questa versione, la voce narrante e voce del crocifisso è quella di Cyril Cusack.

### Radio
The Little World of Don Camillo fu una trasmissione radiofonica britannica della BBC Radio basata sul personaggio di don Camillo. Fu adattata da Peter Kerry. La stessa società radiotelevisiva inglese aveva già mostrato interesse verso il prete italiano producendo nel 1981 The Little World of Don Camillo omonima serie televisiva.

### Adattamenti a fumetti
Nel 2011 è iniziata la pubblicazione dalla ReNoir Comics di Don Camillo a fumetti, una serie di volumi a fumetti contenenti ciascuno nove adattamenti dei racconti di don Camillo e Peppone e due del ciclo Mondo Piccolo in cui sono assenti i due famosi personaggi. Il titolo del primo volume, dal nome del racconto n. 315, è Il capobanda piovuto dal cielo. A questo volume ne sono seguiti altri due dal titolo Ritorno all'ovile, pubblicato nell'agosto dello stesso anno e contenente altri nove racconti di don Camillo e Peppone e altre due Storie del Mondo Piccolo, e Passa il "Giro", pubblicato a ottobre, impreziosito da una prefazione di Enrico Beruschi.
Nell'estate 2012 il fumetto ha ricevuto una menzione speciale del premio Fede a strisce nell'ambito di Cartoon Club 2012.

## Onorificenze
Nell'ambito della finzione letteraria don Camillo, assieme all'amico Peppone, entrambi "classe '99", in alcuni racconti viene indicato come insignito della Medaglia d'argento al valore militare e delle altre decorazioni della vittoria del primo conflitto mondiale: egli ha partecipato al conflitto nel VI reggimento di artiglieria pesante campale, anche se la scritta "Cappellano militare" è un errore: don Camillo era appena diciottenne nel 1917, quando al tempo l'età canonica per l'ordinazione era di 23 anni.

## Luoghi legati al personaggio
Il comune di Brescello, oltre a essere il luogo dove sono stati girati i film di don Camillo, ospita il Museo Peppone e Don Camillo, inaugurato il 16 aprile 1989.
Nella piazza del comune sorgono le due statue bronzee di don Camillo e Peppone, fronteggiate nell'atto di salutarsi; opera di Andrea Zangani furono poste nel 2001, nel 50º anniversario del primo film.
Sebbene sia noto che don Camillo sia un personaggio di fantasia, la sua fama è tale che alcune persone in visita a Brescello cercano la sua tomba.

### Musica
Il maestro Roberto Giraldi dell'orchestra Castellina Pasi ha dedicato nel 1975 al personaggio di don Camillo un brioso valzer per clarinetto e fisarmonica, intitolato proprio Don Camillo.